# Estilbàcies
Stilbaceae és una família d'angiospermes pertanyent a l'ordre de les lamials amb set gèneres: Campylostachys, Eurylobium, Euthystachys, Nuxia, Retzia, Stilbe i Xeroplana